# Bürgersaal (München)

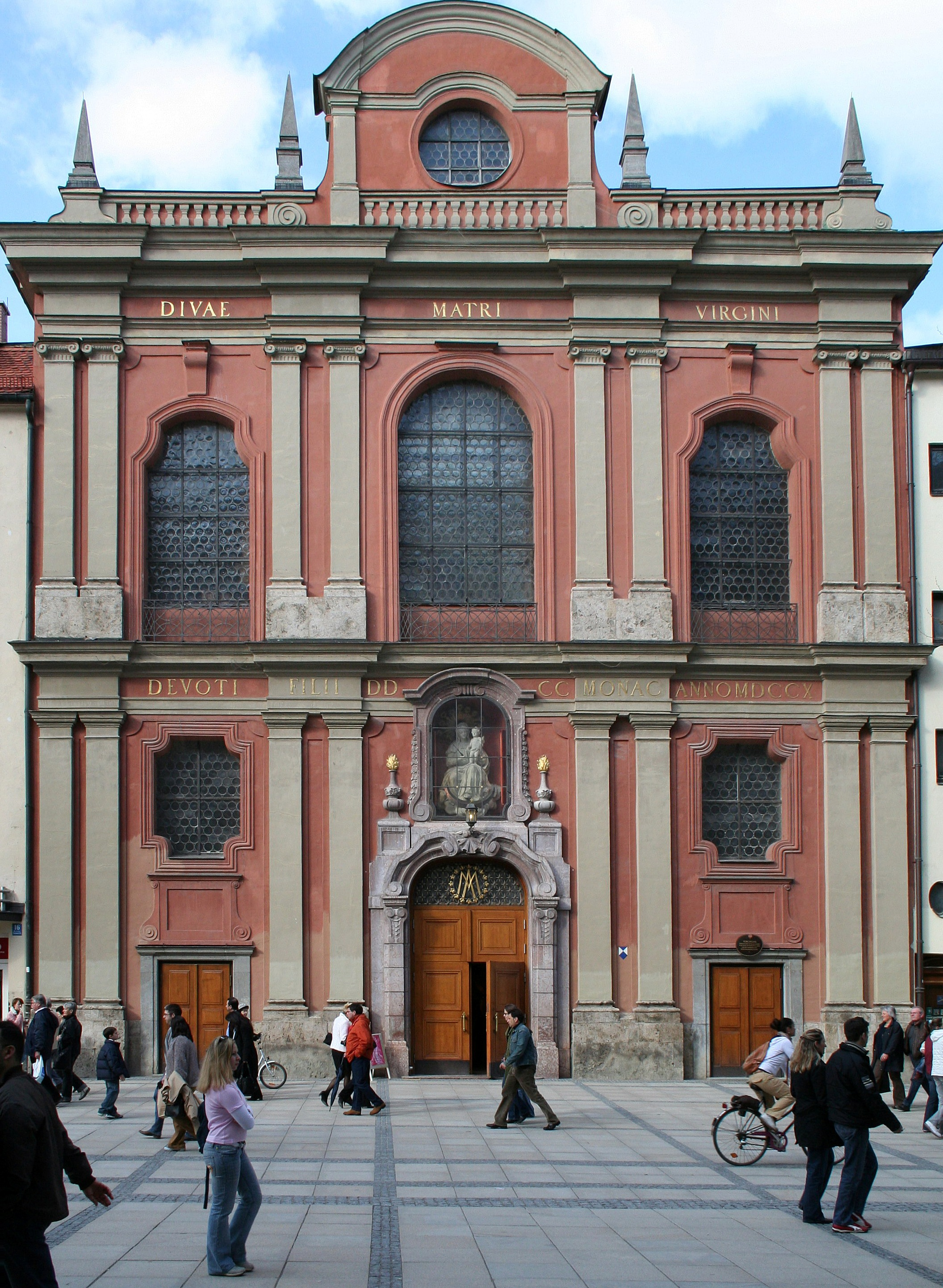
Bürgersaal München

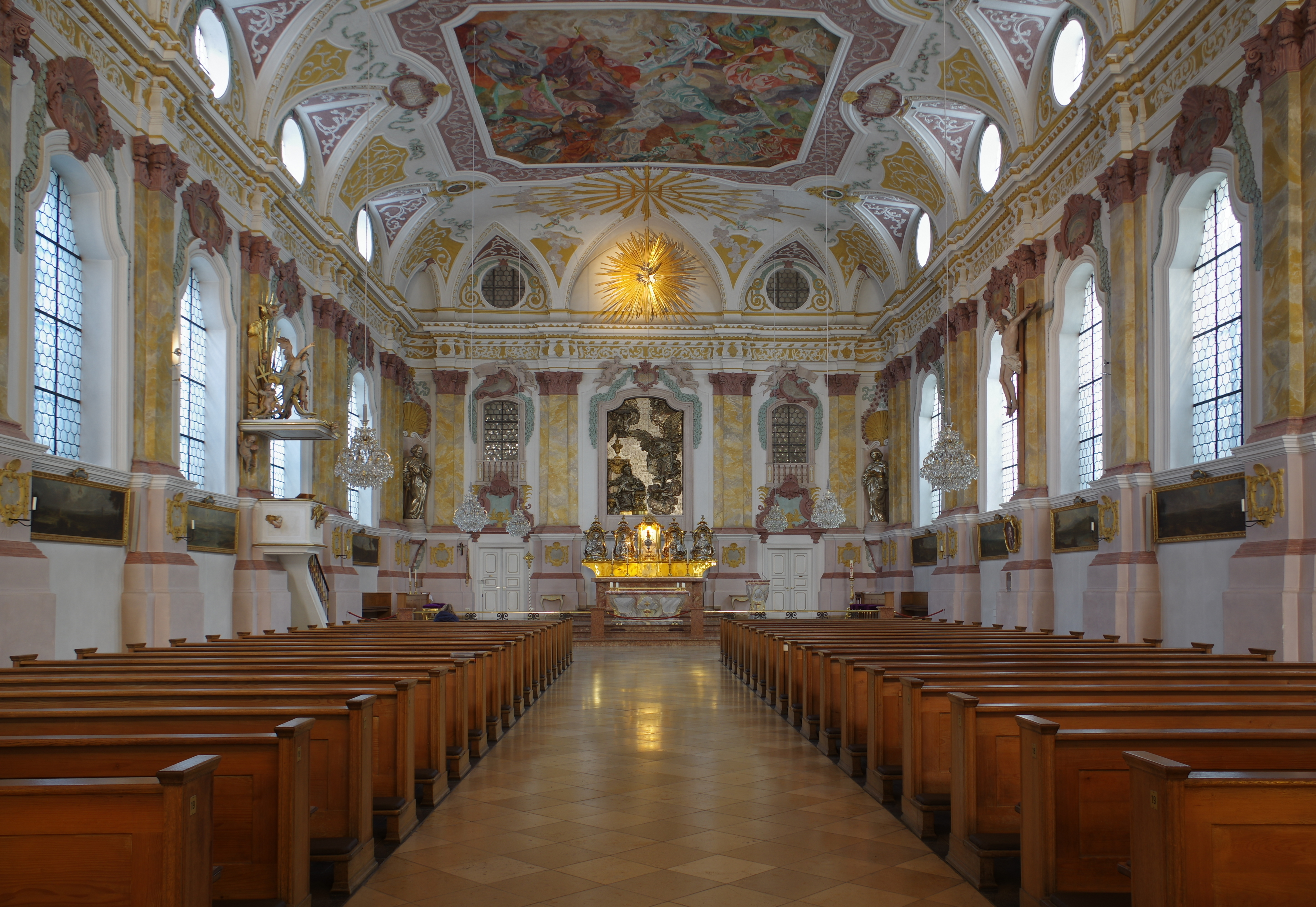
Innenansicht der Oberkirche mit Blick zum Hochaltar

Der Bürgersaal in München, seit der Weihe des Hochaltars am 13. Mai 1778 inoffiziell auch „Bürgersaalkirche“ genannt, ist der Bet- und Versammlungssaal der Marianischen Männerkongregation „Mariä Verkündigung am Bürgersaal zu München“. Er wurde 1709/10 nach Plänen von Giovanni Antonio Viscardi erbaut. Seit 1778 wird der Saal als Kirche genutzt.

## Lage
Der Bürgersaal befindet sich in der Neuhauser Straße 14 im Kreuzviertel der Münchner Altstadt an der Fußgängerzone, in der Nähe des Karlstors.

## Geschichte
Nachdem der alte Kongregationssaal zu klein wurde, entschlossen sich die Sodalen der 1610 gegründeten Marianischen Männerkongregation »Mariä Verkündigung« zu einem Neubau. Da er zunächst nicht für Gottesdienste vorgesehen war, entschied man sich für eine Lage an der Ost-West-Magistrale der Salzstraße in unmittelbarer Nähe zu den Jesuiten von St. Michael, in deren Gymnasium „Wilhelminum“ die Marianische Männerkongregation gegründet worden war. Der Bau des Bürgersaales wurde durch die Marianische Männerkongregation finanziert. 1709–1710, während der Herrschaft der Kaiserlichen Administration in Bayern, errichtete der Polier Johann Georg Ettenhofer den Bau nach Entwurf des kurfürstlichen Oberhofbaumeisters Giovanni Antonio Viscardi.
Während des Zweiten Weltkrieges wurde der Bürgersaal und die angrenzenden Wohnhäuser bei einem Fliegerangriff der 5. Bomberflotte der britischen Royal Air Force vom 24. auf den 25. April 1944 durch Spreng- und Brandbomben sowie Phosphorkanister im Obergeschoss bis auf die Außenmauern zerstört, während die Unterkirche (ursprünglich die Druckerei der Kongregation, nach 1890 Kapelle) im Erdgeschoss erhalten blieb. Dabei wurden der Dachstuhl, das freskenverzierte Stuckgewölbe, die Empore, der Sakristeianbau sowie der größte Teil der Inneneinrichtung vernichtet. Die Hauptfassade blieb rußgeschwärzt stehen. Nach Kriegsende 1945 wurden die Mauern des Bürgersaales gefestigt, der obere Saal neu eingedeckt und mit einer provisorischen Raumdecke versehen, sodass er für Gottesdienste genutzt werden konnte. Bis 1947 diente der von Architekt Lorenz Wilhelm wiederhergestellte Saal anstelle der zerstörten Frauenkirche als Kathedrale Münchens; bis 1953 nahm er die Gemeinde der zerstörten Michaelskirche auf. Zu einem planmäßigen Aufbau kam es erst nach der Währungsreform 1948. In diesem Jahr wurde aus geretteten Teilen des bisherigen Hochaltares ein neues Altarretabel geschaffen. Das versilberte Relief zeigt die Verkündigung Mariä. Darunter befinden sich auf einer neuen Mensa vier Silberbüsten der hll. Josef, Johannes des Täufers, Evangelisten Johannes und Joachim. Bis 1959 wurde das Innere wieder instand gesetzt, wobei man sich anhand von historischen Kupferstichen von 1710 orientierte. Zugleich wurde die Treppenführung verändert. Die Kanzel wurde teilweise in abstrahierender Weise und unter Verwendung alter Teile rekonstruiert. Die erhaltenen Stuckornamente von 1710 bis 1712 wurden ergänzt sowie Fresken in Blindfenstern und Kartuschen restauriert. Die Rekonstruktion der herabgestürzten Decke war 1959 durch Reinhold Grübl weitgehend abgeschlossen. In den Jahren 1970–1973 wurde der Bürgersaal farblich neu gefasst und moderne Deckenfresken durch den ehemaligen NS-Künstler Hermann Kaspar angebracht, die sich in barockisierender Form dem Gebäude anpassen. Zu einer erneuten Renovierung kam es in den Jahren 1999–2001. Die Wiederherstellung des Bürgersaales bietet ein gutes Beispiel für die Denkmalpflege der zweiten Hälfte des 20. Jahrhunderts.

## Architektur

### Fassade
Vier Obelisken krönen die beinahe quadratische, rot-weiß gestrichene Barockfassade. Sie ist zweigeschossig, wird von Doppelpilastern gegliedert und folgt so dem Aufbau im Inneren, die eine Unterteilung in eine Oberkirche und eine Unterkirche aufweist. Über dem Eingang steht eine Figur der Thronende Madonna mit Kind. Über beide Friese erstreckt sich in goldenen Lettern die Inschrift: DIVAE MATRI VIRGINI / DEVOTI FILII DD. CC. MONAC. ANNO MDCCX (Der jungfräulichen Gottesmutter [haben dieses Bauwerk] als [ihre] ergebene Söhne die Herren und Bürger Münchens im Jahre 1710 [errichtet]).

### Oberkirche

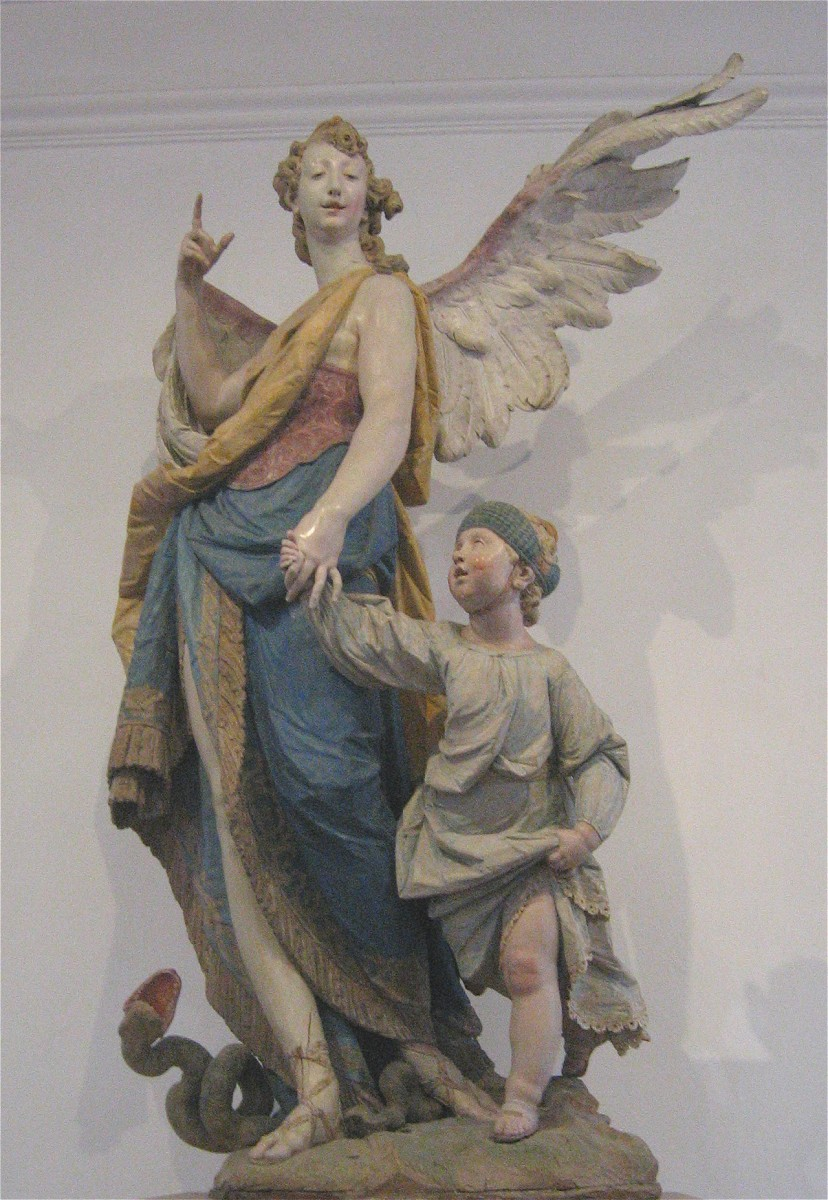
Schutzengel, Ignaz Günther

Vom Eingang des Bürgersaales ausgehend gelangt man über zwei Treppen mit frühbarocken Darstellungen einer Schutzmantelmadonna in die Oberkirche des Bürgersaales. Sein Grundriss ist rechteckig. Der Gesamtentwurf des Saales stammt von Johann Andreas Wolff. Die üppige Dekoration erzeugt beim Betrachter die Anmutung eines barocken Schlossfestsaales. Die Wände der Oberkirche sind durch marmorierte Pilasterpaare strukturiert. An der Stirnseite des in etwa genordeten Saales befindet sich der Hochaltar, dessen Architekturumrahmung im Zweiten Weltkrieg zerstört und seither nicht mehr rekonstruiert wurde. Erhalten hat sich das silbern und golden schimmernde Hochaltarrelief des Tiroler Bildschnitzers Andreas Faistenberger aus dem Jahr 1710, das die Verkündigung der Geburt Jesu an die Jungfrau Maria thematisiert. Unter dem Verkündigungsrelief positionierte man nach den Zerstörungen des Zweiten Weltkrieges auf dem Altartisch vier Silberbüsten der neben Jesus Christus vier wichtigsten Männer im Leben der Gottesmutter Maria – ihr Bräutigam Josef, ihr Cousin 2. Grades Johannes der Täufer, ihr Fürsorgebeauftragter Johannes der Evangelist sowie ihr Vater Joachim –, die der Münchner Goldschmied Joseph Friedrich Canzler um das Jahr 1768 nach Modellen von Ignaz Günther gefertigt hatte. In den Ecknischen der Altarwand stehen seit 1947 Statuen der heiligen Anna, der Mutter Marias, sowie des heiligen Josef, die der Bildhauer Roland Friedrichsen geschaffen hatte.
In der Zeit nach Weihnachten wird im Altarbereich der Kirche traditionell ein bis zu den Schultern eng gewickeltes Christkind zur gläubigen Verehrung ausgestellt. Dieses Fatschenkind stand seit etwa 1600 ursprünglich in der im Jahr 1803 säkularisierten Münchener Augustinerkirche und kam 1817 in den Besitz der Marianischen Männerkongregation. 
Aufgrund seines Eingebundenseins in die Häuserzeile sind auf beiden Seiten die hinteren drei Fenster des Bürgersaales nur Blindfenster. Die somit gebildeten Nischen wurden in den Jahren 1710 bis 1712 von Johann Anton Gumpp mit Szenen aus dem Leben Marias geschmückt: Mariä Heimsuchung, Darstellung des Herrn und die Pietà auf der östlichen Seite; Tempelgang Mariens, Mariä Geburt und Maria als Unbefleckte Empfängnis auf der westlichen Seite. Die Malereien wurden in der Nachkriegszeit rekonstruiert. Über den Fenstern feiern Embleme die Tugenden Mariens. Vierzehn Ölgemälde unter den Fenstern weisen auf populäre Marienwallfahrtsorte in Altbayern hin, die (bis auf eines) um 1725/30 von Franz Joachim Beich gemalt wurden. 
Die in der Nachkriegszeit rekonstruierte Stuckdecke des Bürgersaales weist mit den prächtig gerahmten Namenszügen des heiligen Josef (über der Empore), Mariens (in der Mitte) und Jesu (über dem Altarraum) den Raum quasi als  „Wohnzimmer“ der Heiligen Familie aus.
Die zu Beginn der 1970er Jahre von Hermann Kasper neugeschaffenen Deckengemälde thematisieren die Anbetung des Jesuskindes und die Aufnahme Mariens in den Himmel (ursprünglich von Martin Knoller aus den Jahren 1773/74). Die Gewölbemedaillons beinhalten die Evangelistensymbole und zwölf Wappen Münchener Handwerkerinnungen, denen früher die meisten Mitglieder der Marianischen Männerkongregation angehörten.
Im Gefolge der Säkularisation gelangten zwei wichtige Werke des Rokokobildhauers Ignaz Günther in die Bürgersaalkirche: die Kanzel sowie die Schutzengelgruppe. Die Predigtkanzel hatte der Künstler nach 1770 für die 1809 abgebrochene Münchener Hospitalkirche St. Maximilian der Barmherzigen Brüder am Sendlinger Tor geschaffen. Allerdings haben nur ein Verkündigungsengel und Putten mit den Symbolen von Glaube, Hoffnung und Liebe die Zerstörungen des Zweiten Weltkrieges überstanden. Die anrührende Schutzengelgruppe fertigte Ignaz Günther im Jahr 1763 für die Schutzengelbruderschaft der Münchener Karmelitenkirche. Sie zeigt einen mächtigen Schutzengel, der einen kleinen Jungen an die Hand nimmt, ihn unbeschadet über eine bedrohliche Schlange, das Symbol der Sünde, hinweggeleitet und seinen Blick himmelwärts lenkt.

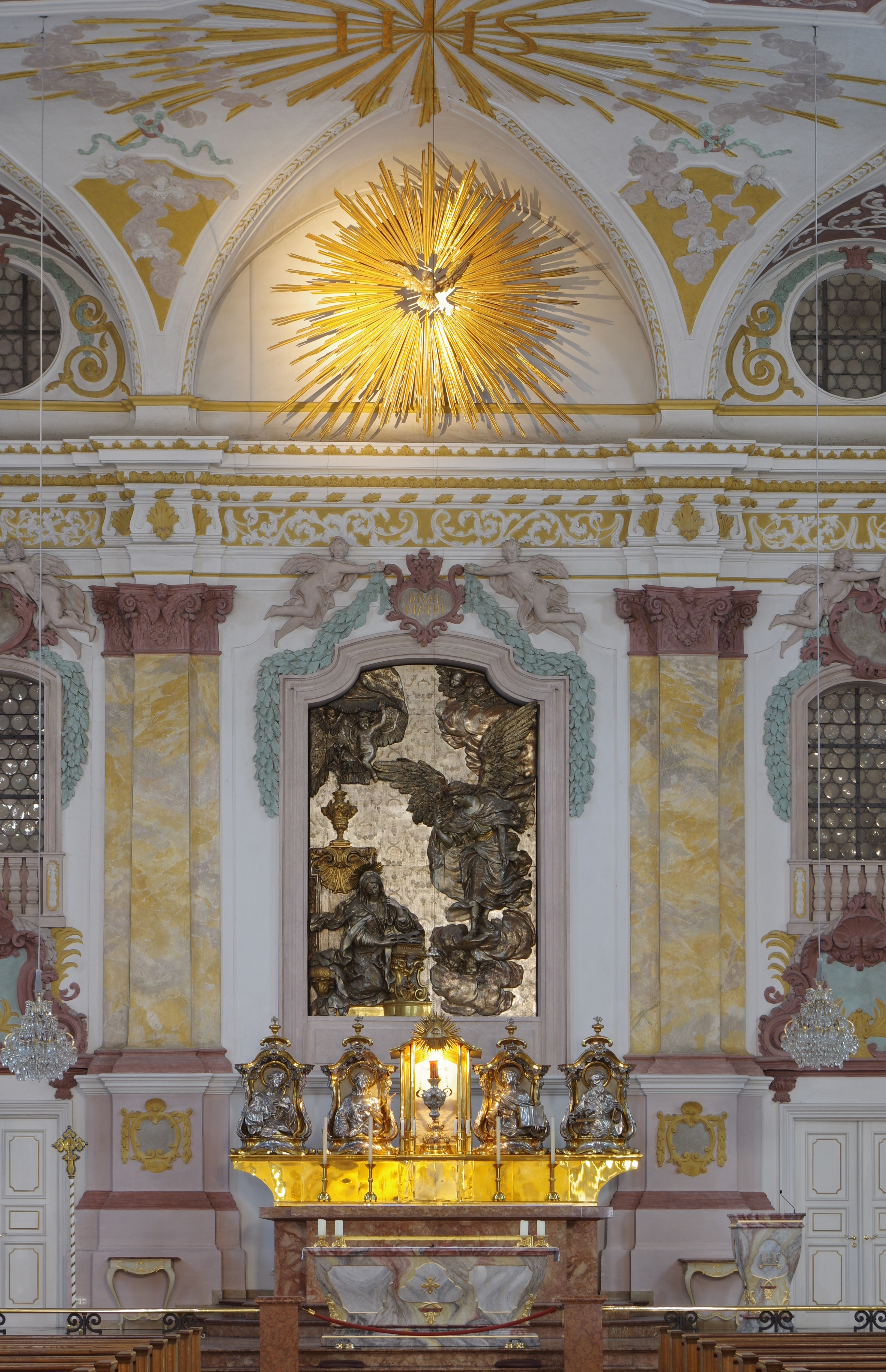
Altar
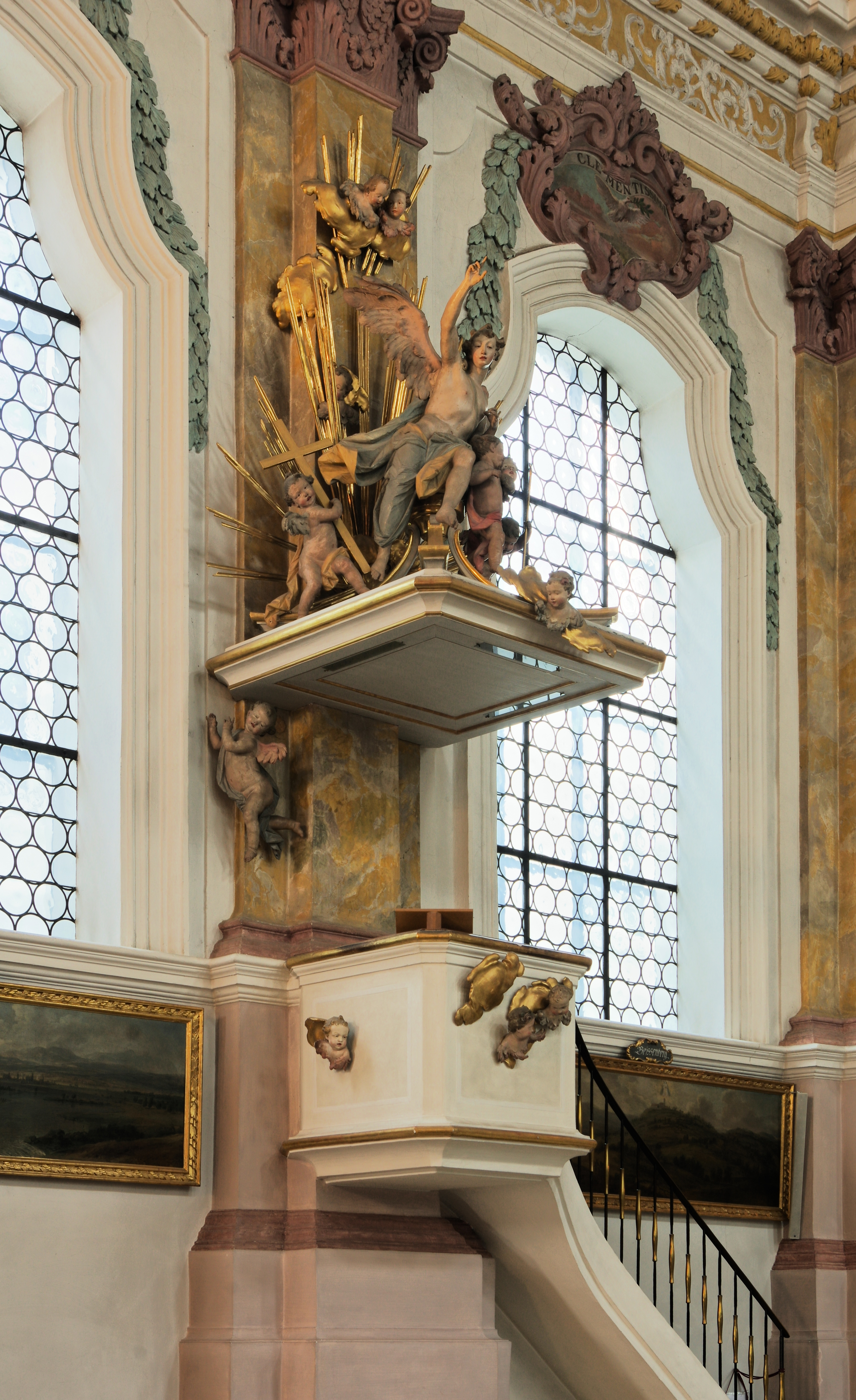
Kanzel
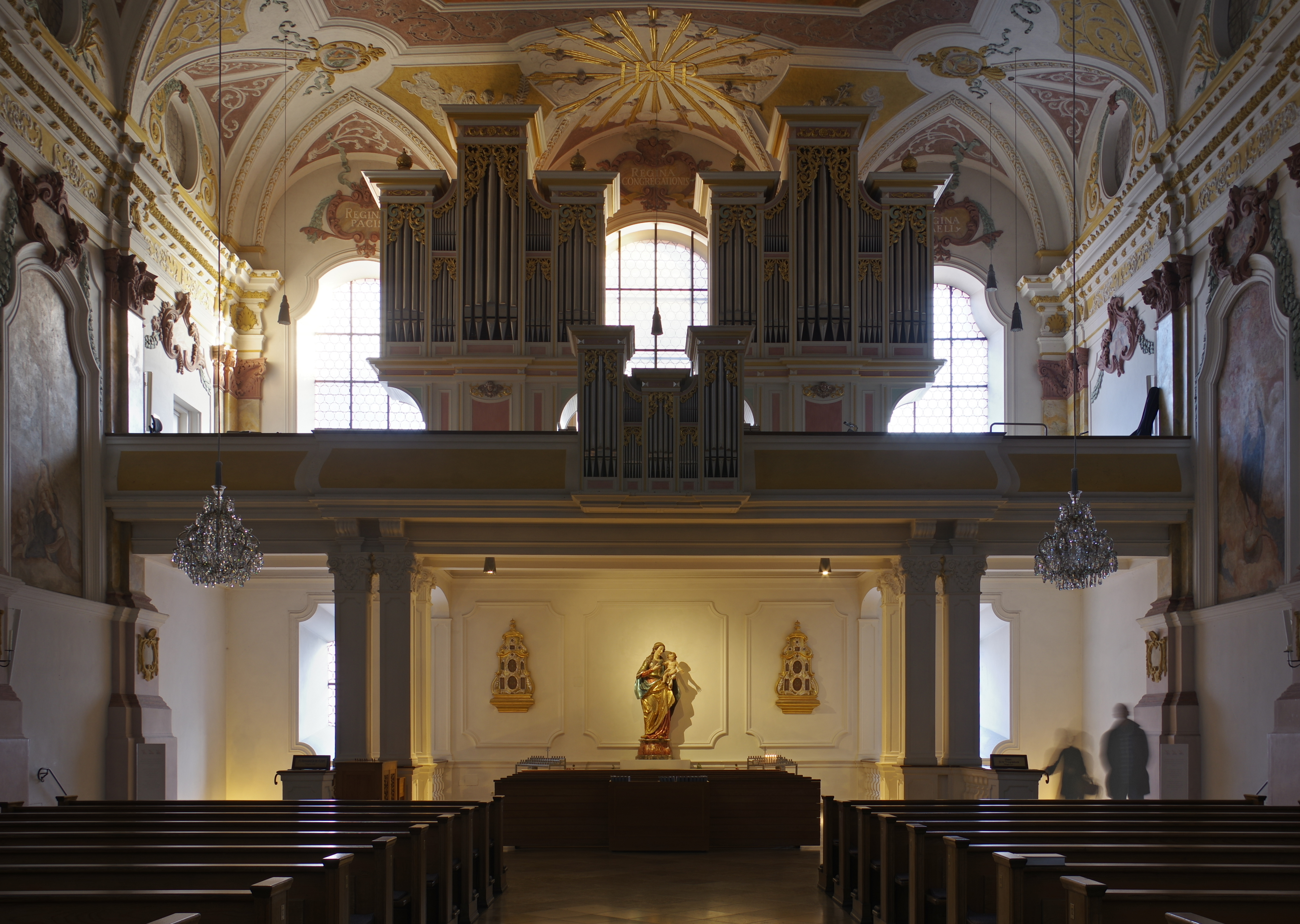
Blick zur Orgel
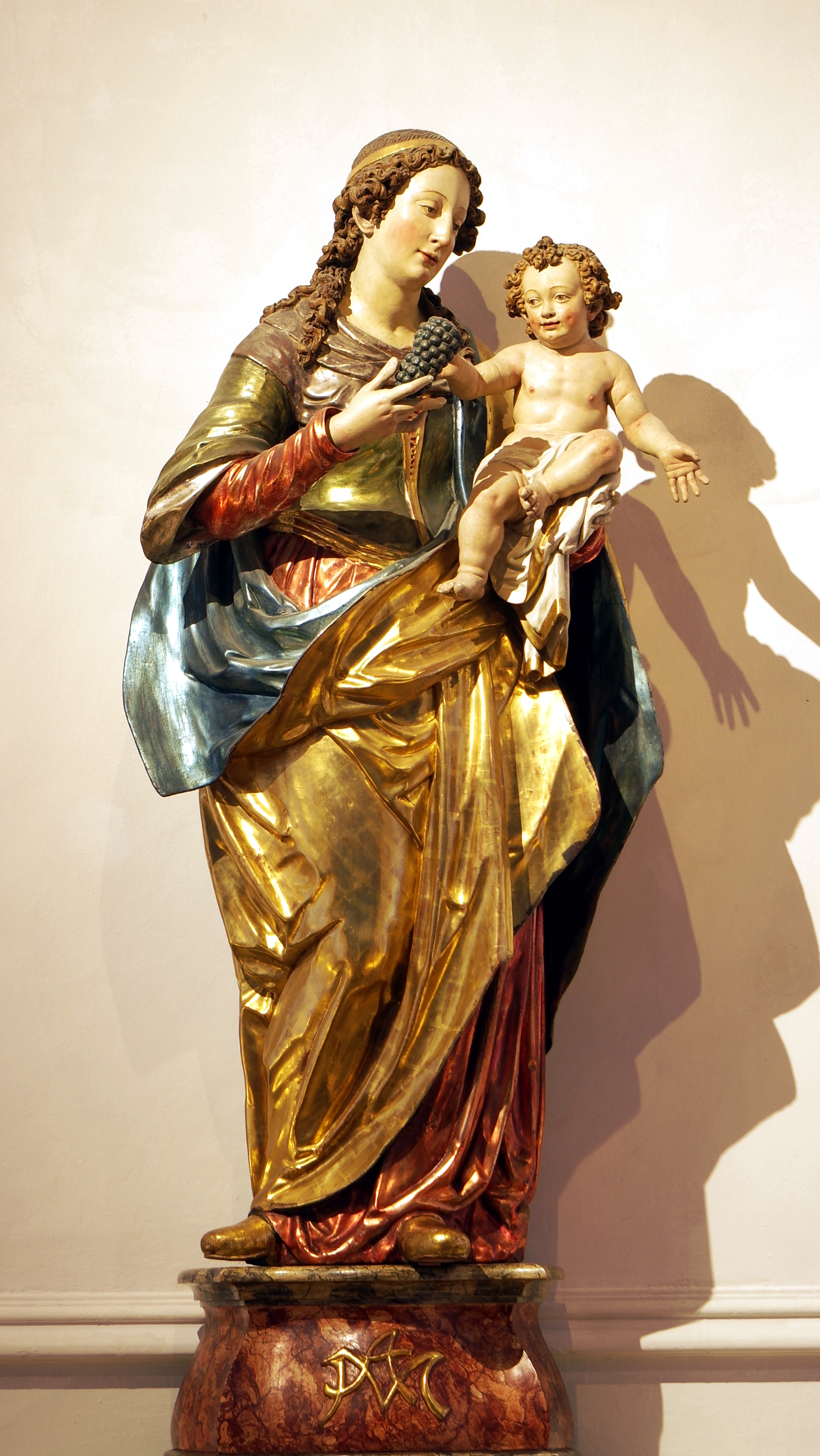
Madonna mit Kind
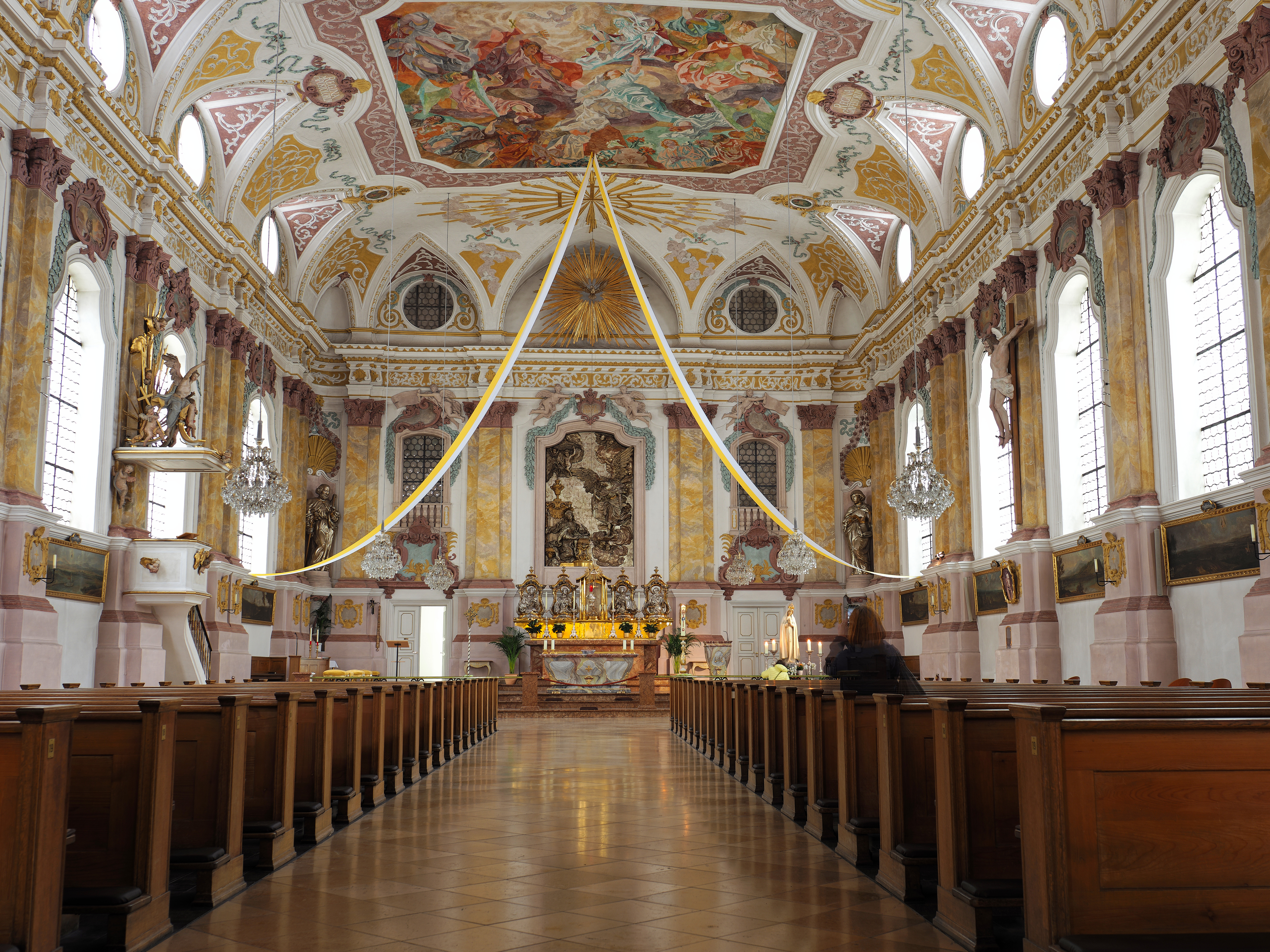
Raumeindruck der Altarseite
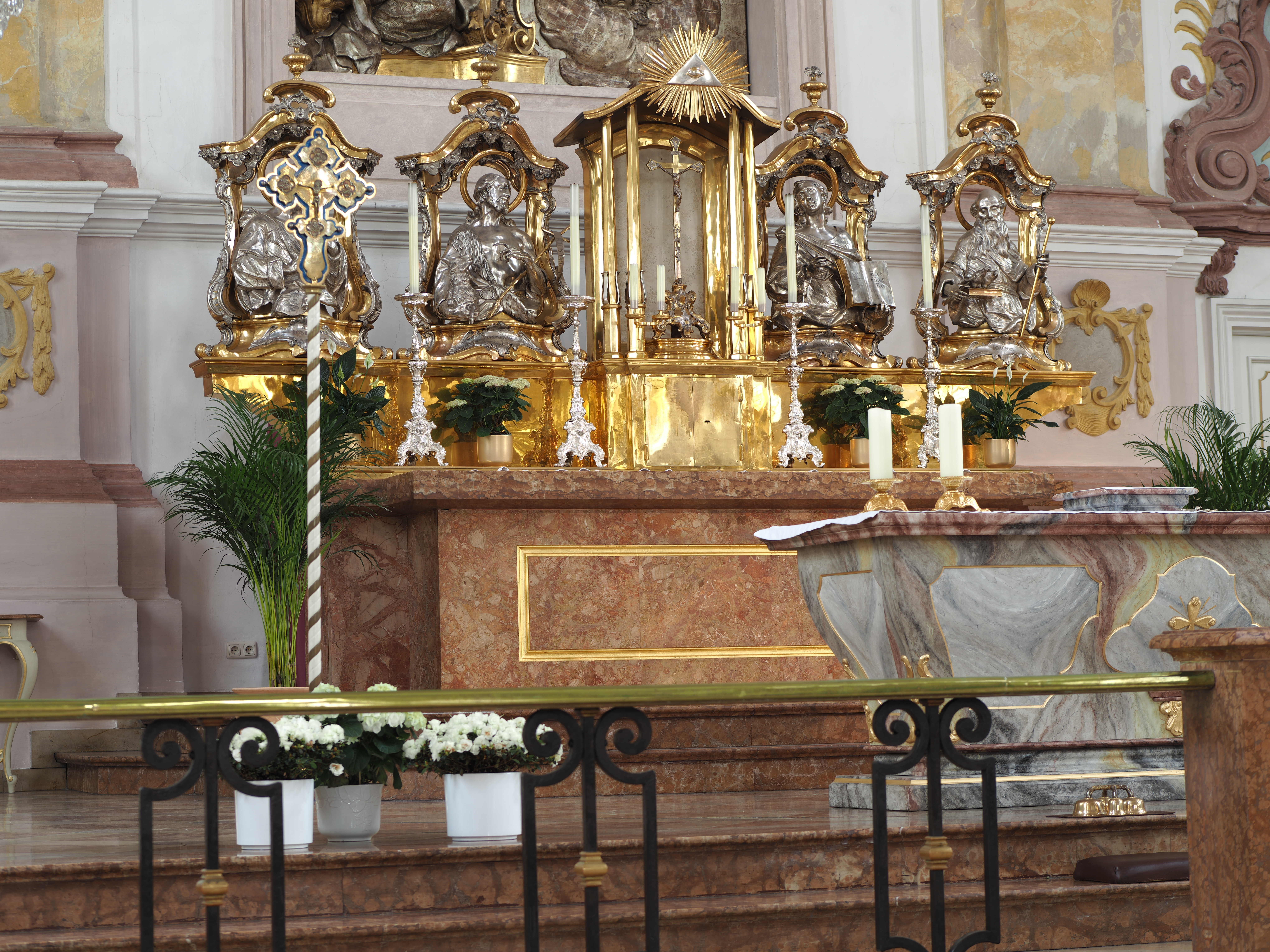
Altar
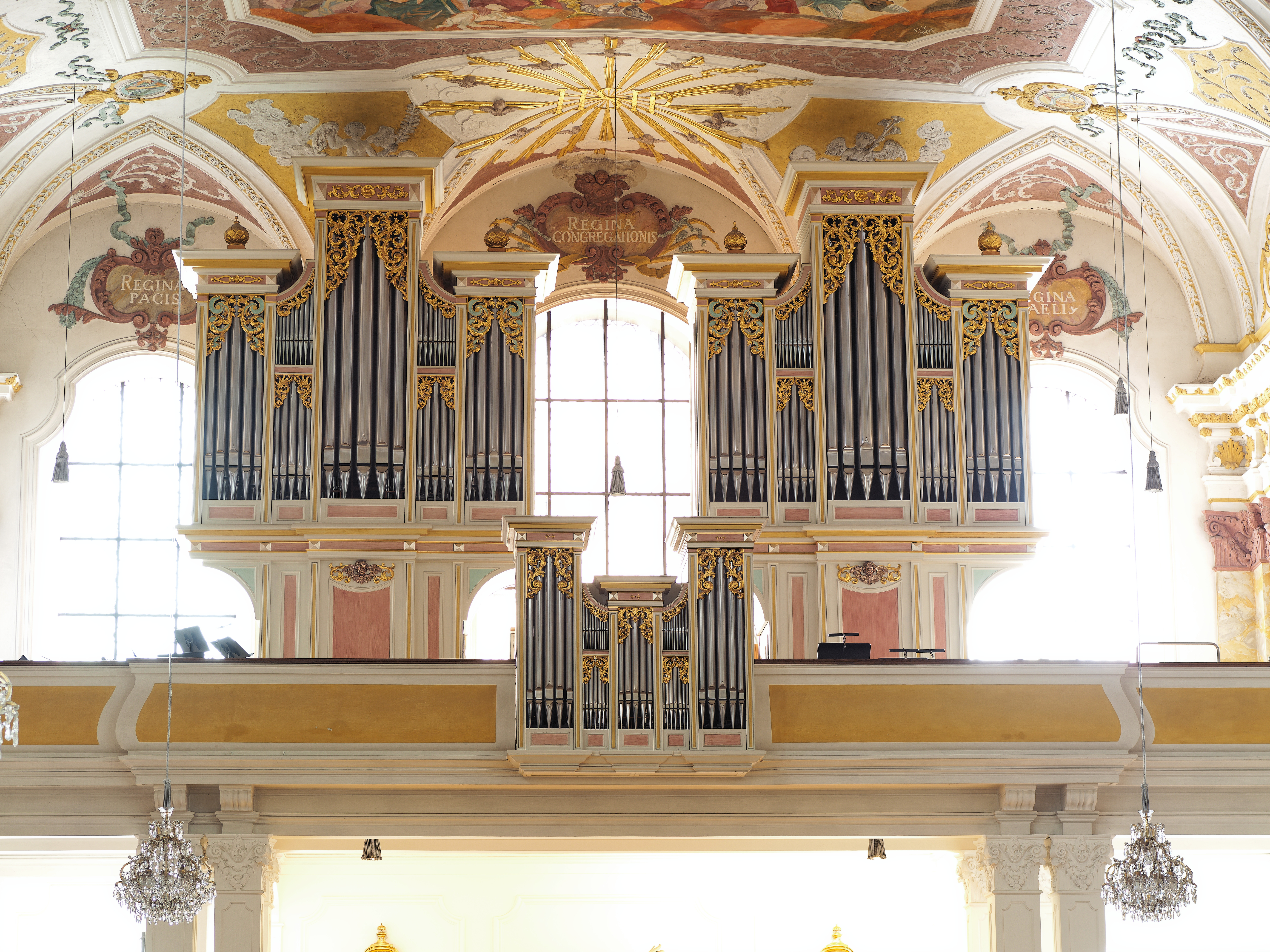
Die Vleugels-Orgel
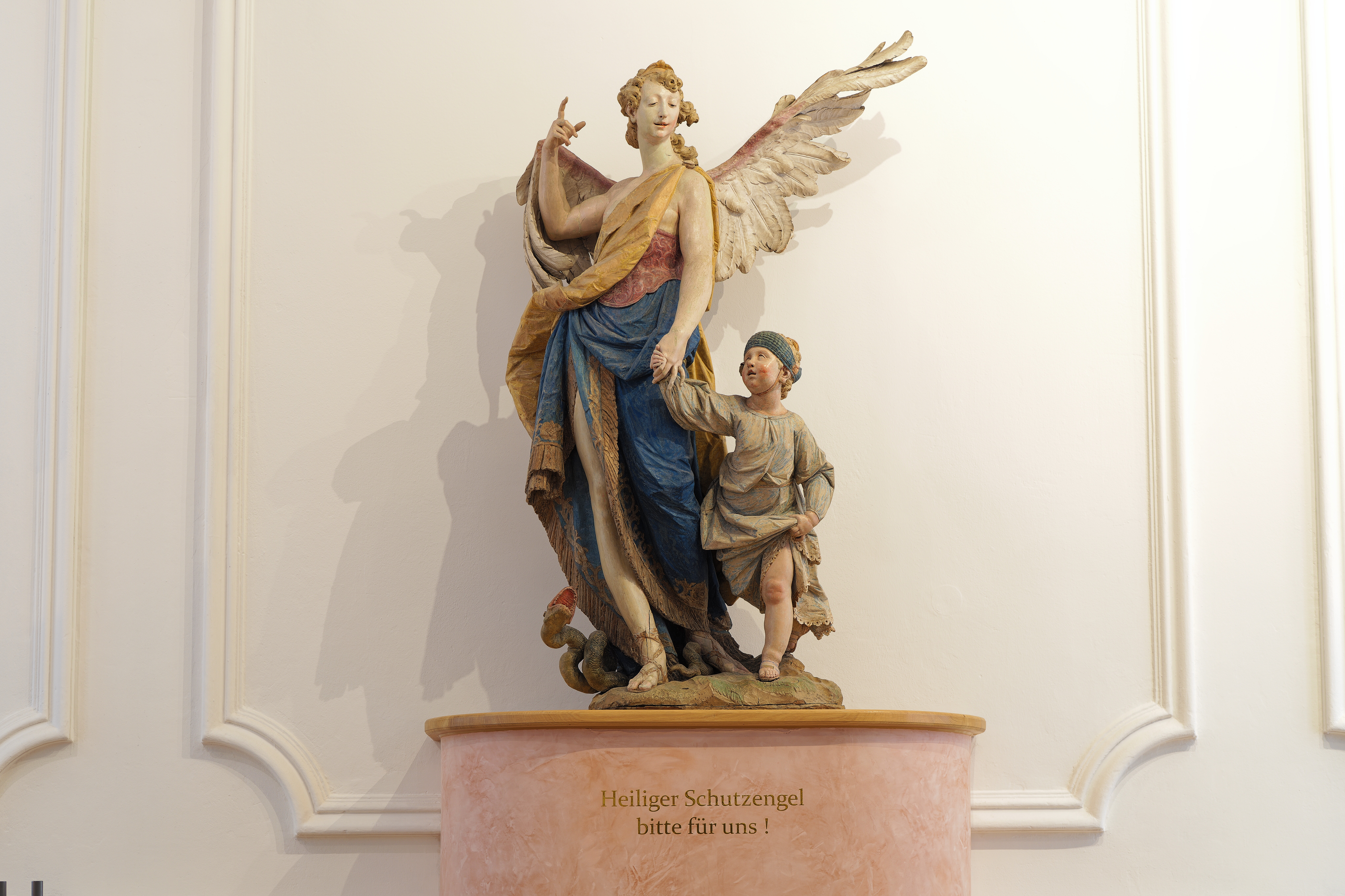
Schutzengelskulptur

### Unterkirche
Die dreischiffige Unterkirche diente ursprünglich als Druckerei der Kongregation und wurde erst Ende des 19. Jahrhunderts zu einem kryptaähnlichen Sakralraum umgestaltet. Auf dem Hochaltar befindet sich seit 1925 eine Statue der Thronenden Madonna, die der Bildhauer Franz Drexler geschaffen hatte. Zu den Füßen der Madonna mit Kind halten zwei Engelputti die Wappenschilde der Stadt München und des Landes Bayern und stellen so symbolisch die Landeshauptstadt und den Freistaat unter den Schutz der Gottesmutter. In den Wandnischen der Unterkirche befinden sich vierzehn barockisierende Stationen des Kreuzweges Jesu, die zwischen 1892 und 1898 von Hans Sprenger nach Modellen von Joseph Elsner senior in dessen Werkstatt geschnitzt wurden. Die sterblichen Überreste des 1945 gestorbenen und 1987 seliggesprochenen Jesuitenpaters Rupert Mayer wurden im Jahr 1948 vom Ordensfriedhof der Jesuiten in Pullach in die Unterkirche überführt vor dem Altar unter einer schlichten Grabplatte aus Rotmarmor beigesetzt. 
Seitdem dient dieser Raum auch als Wallfahrtsstätte für den Jesuiten und Widerstandskämpfer Rupert Mayer, der seit 1921 als Präses der Marianischen Männerkongregation im Bürgersaal amtiert hatte. Die Grabstätte wurde auch von den beiden Päpsten Johannes Paul II. und Benedikt XVI. besucht. An der rechten Seitenwand der Unterkirche steht eine Bronzebüste Rupert Mayers, die die Künstlerin Barbara von Kalckreuth 1949 geschaffen hatte. Im Jahr 2003 fertigte das Künstlerehepaar Hannah und Toni Stegmayer aus Kiefersfelden aus Messingstangen einen Altar, einen Tabernakel sowie einen Ambo. Seit dem Jahr 2008 richtete man hinter dem Altar einen Museumsraum mit Erinnerungsstücken an Pater Rupert Mayer ein. Der Museumsraum dokumentiert mit verschiedenen historischen Kultgeräten, Gnadenbildern und Kunstwerken darüber hinaus die Geschichte der Kongregation. In ihm befindet sich die aus dem Franziskanerkloster Ingolstadt transferierte Madonna mit der Traube (vor 1625) von Hans Degler. Links vom Eingang der Unterkirche befindet sich die ab 1945 begonnene und seither immer wieder ergänzte und umgestaltete Jahreskrippe der Bürgersaalkirche.

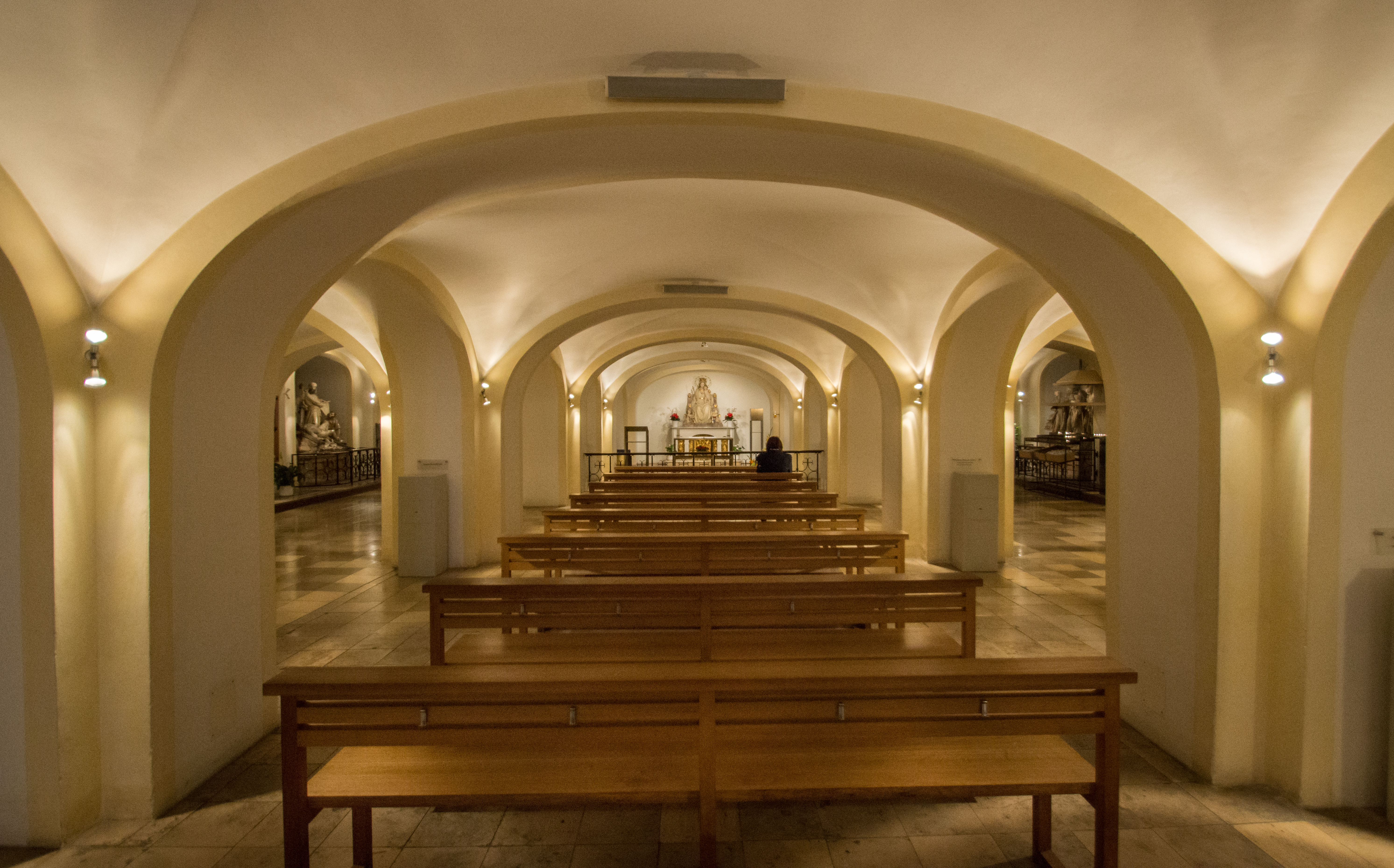
Inneres der Unterkirche des Bürgersaales mit Blick zum Altar
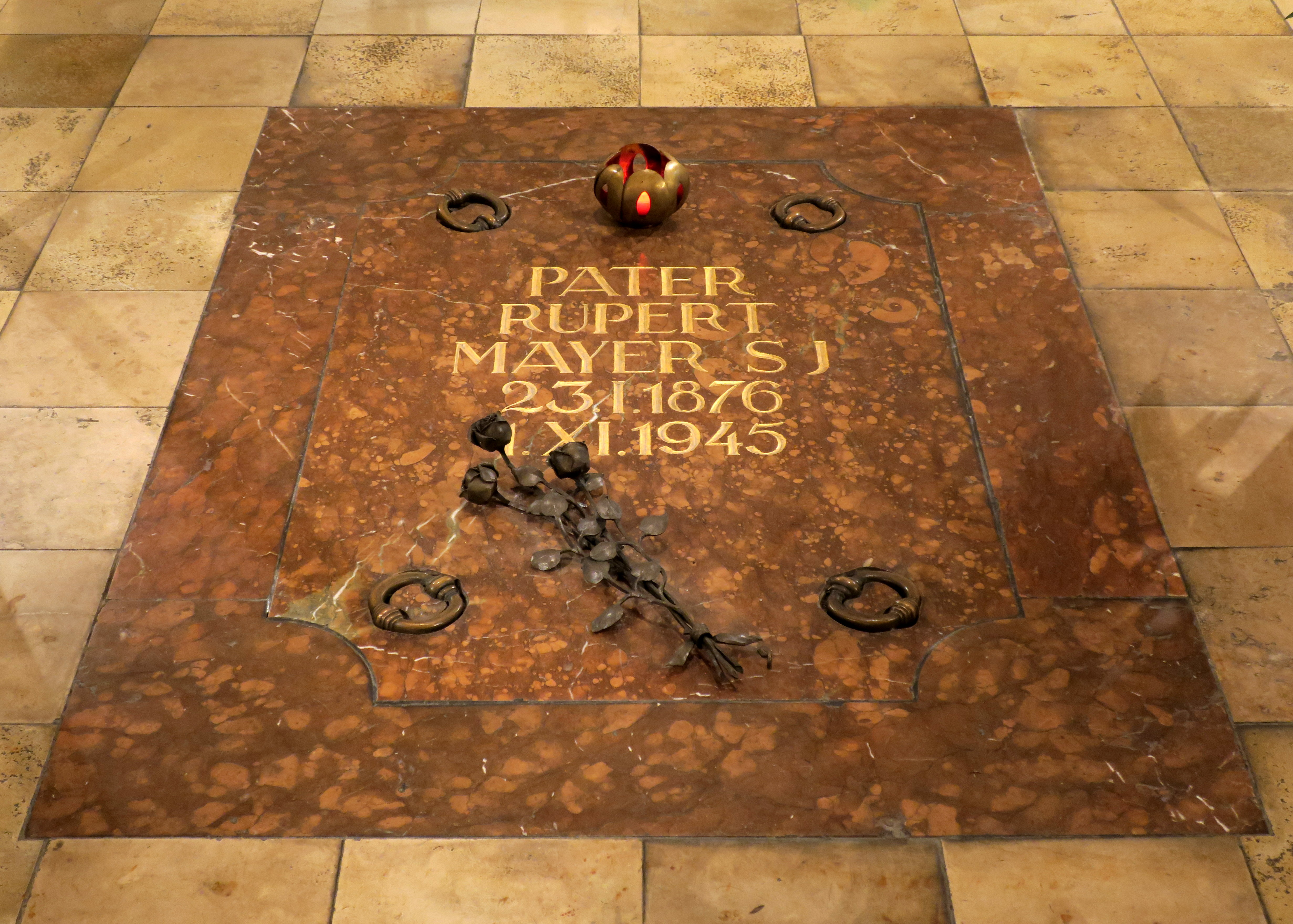
Grabplatte von Rupert Mayer in der Unterkirche
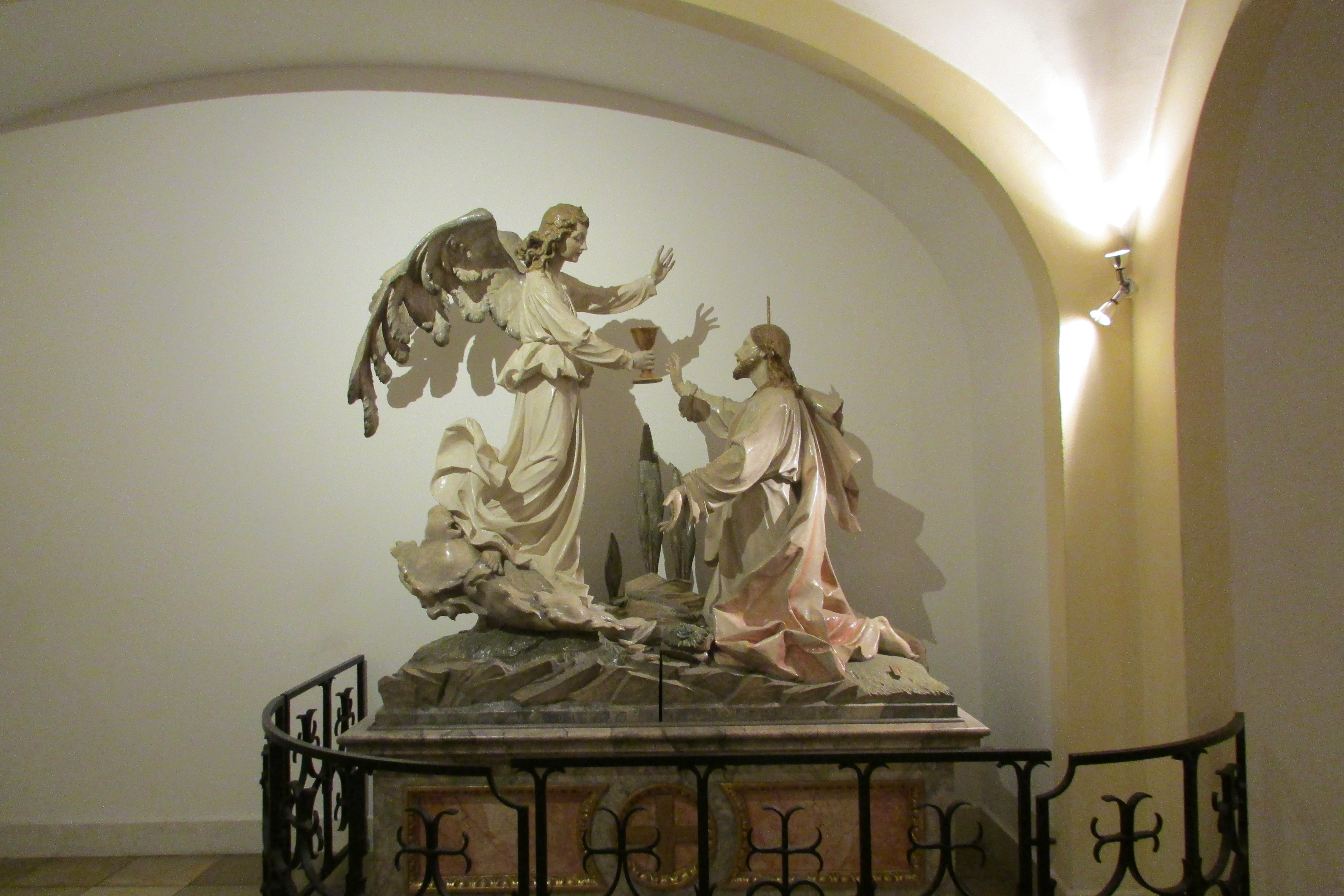
Kreuzwegstation in der Unterkirche
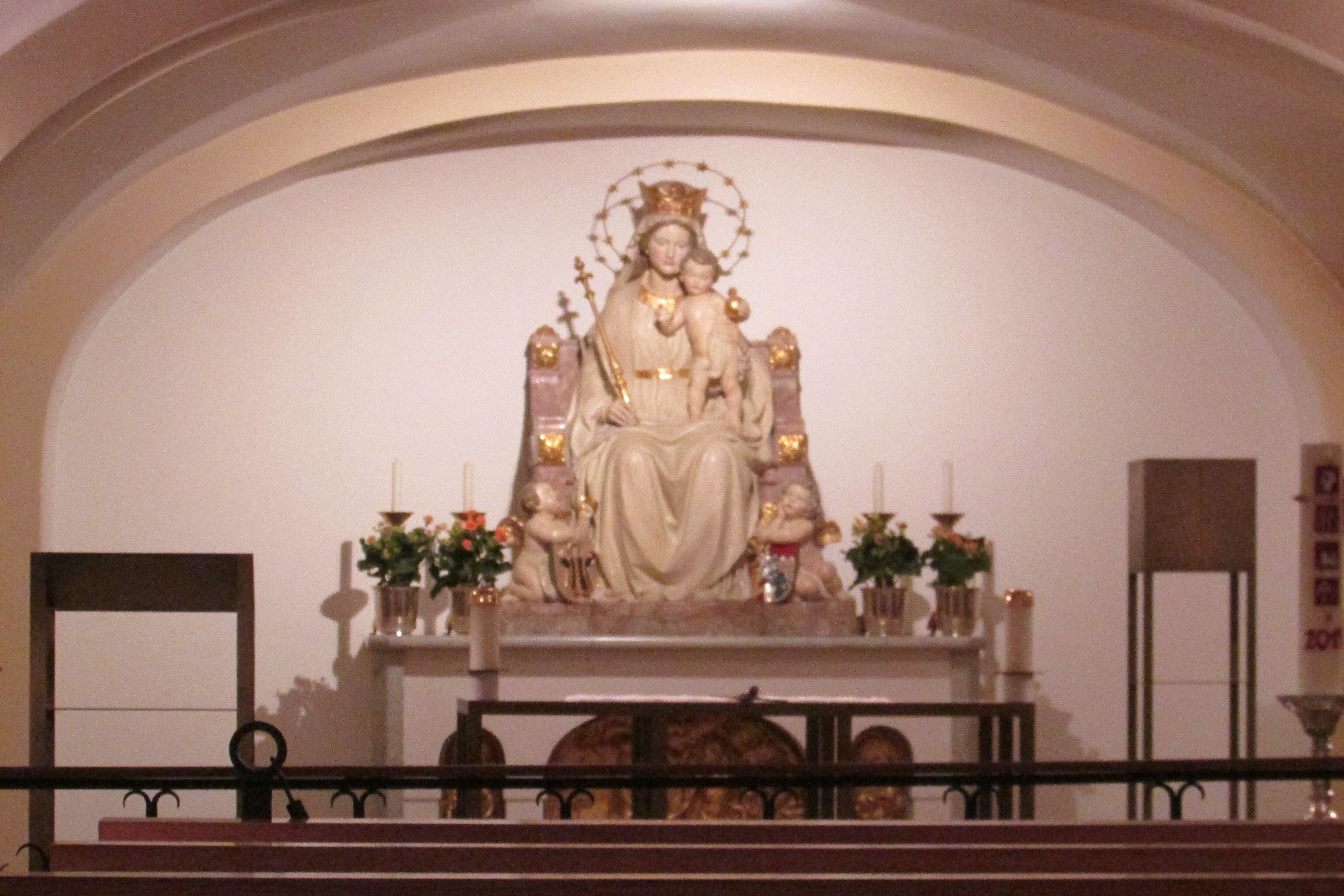
Marienaltar der Unterkirche
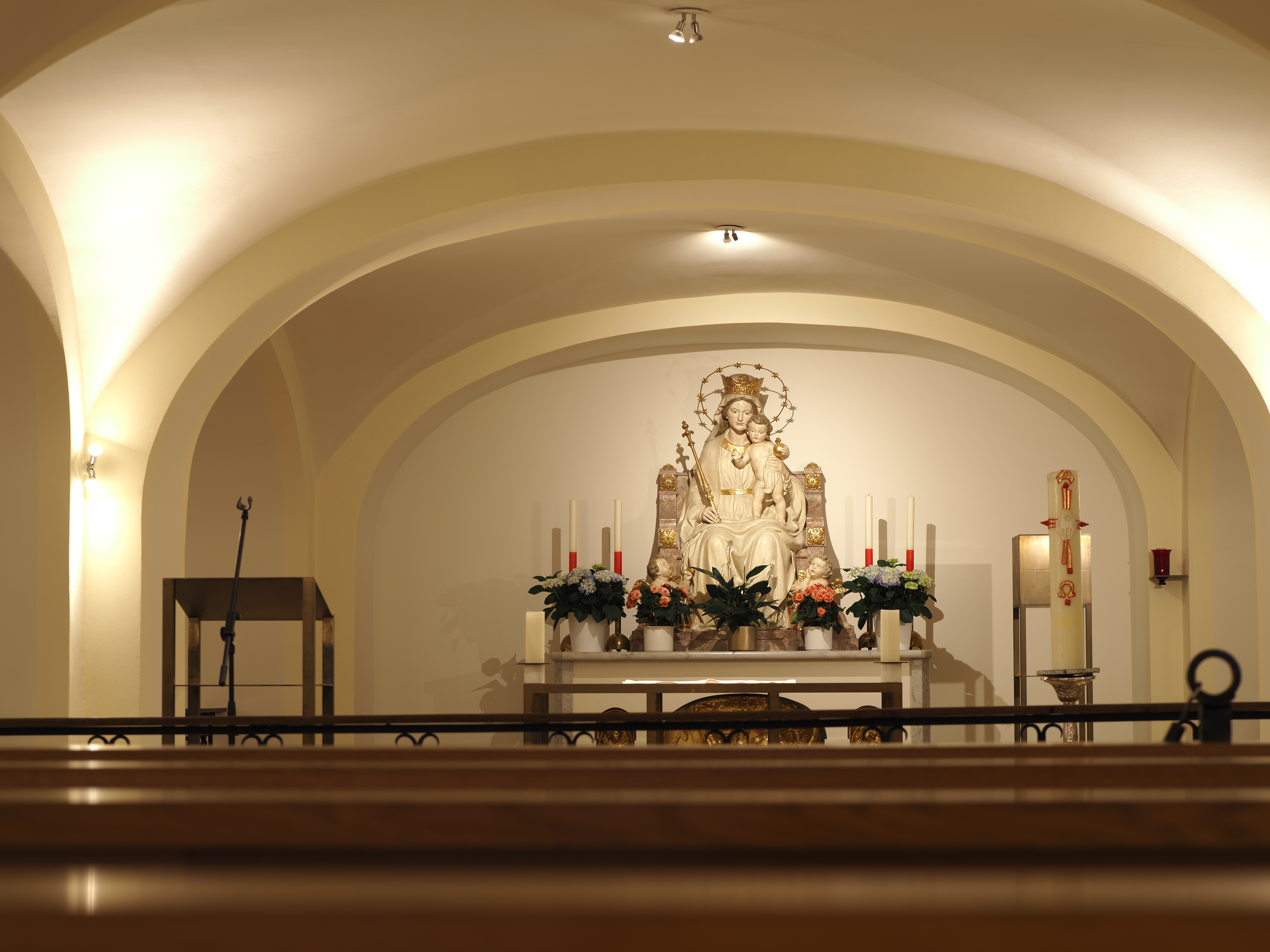
Bürgersaal Unterkirche mit Marienaltar

## Bedeutende Werke
- Verkündigungsrelief, letzter erhaltener Teil des Hochaltares, Andreas Faistenberger, 1710.
- Schutzengelgruppe, Ignaz Günther, 1763, eine der bedeutendsten Rokoko-Skulpturen Bayerns, der androgyne Schutzengel schirmt mit der Linken das Kind vor einer Schlange und deutet mit der Rechten nach oben. Einst geschaffen für die heute säkularisierte Karmelitenkirche.
- Kanzelbekrönung von Ignaz Günther. Nach 1770 geschaffen für die Barmherzigen Brüder von St. Max (Kirche säkularisiert und 1809 abgebrochen)
- Zyklus von 14 Ölgemälden von Wallfahrtsorten in Kurbayern (Altötting, Ramersdorf, Altenburg, Peißenberg, Sossau, Tuntenhausen, Andechs, Allersdorf, Taxa, Ettal, „Högling“ (dargestellt ist das benachbarte Weihenlinden), Aufkirchen, Thalkirchen, Bogenberg),[6] 13 der 14 Gemälde stammen von Franz Joachim Beich (1655–1748)

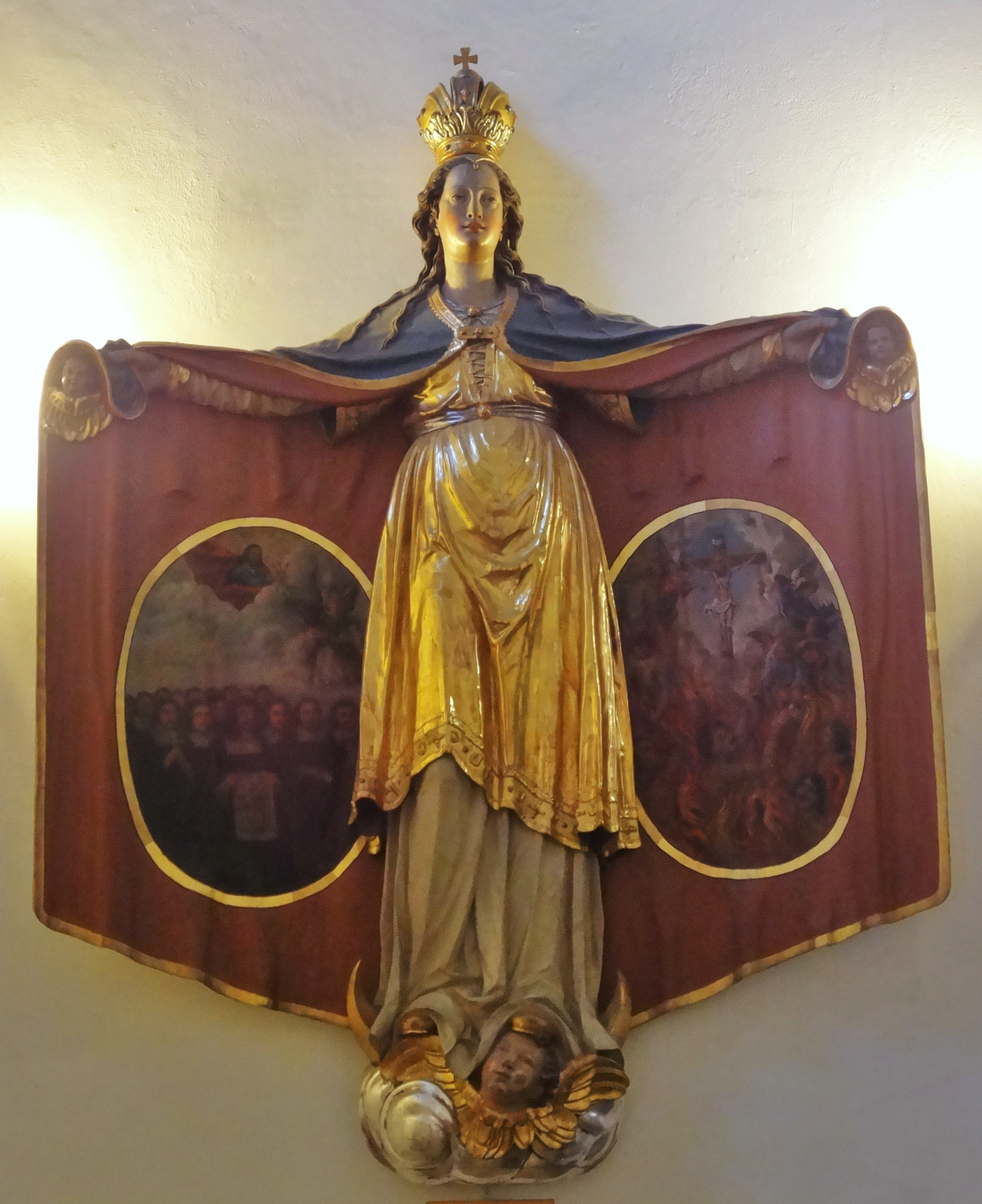
Schutzmantel-Madonna im linken Aufgang zur Oberkirche
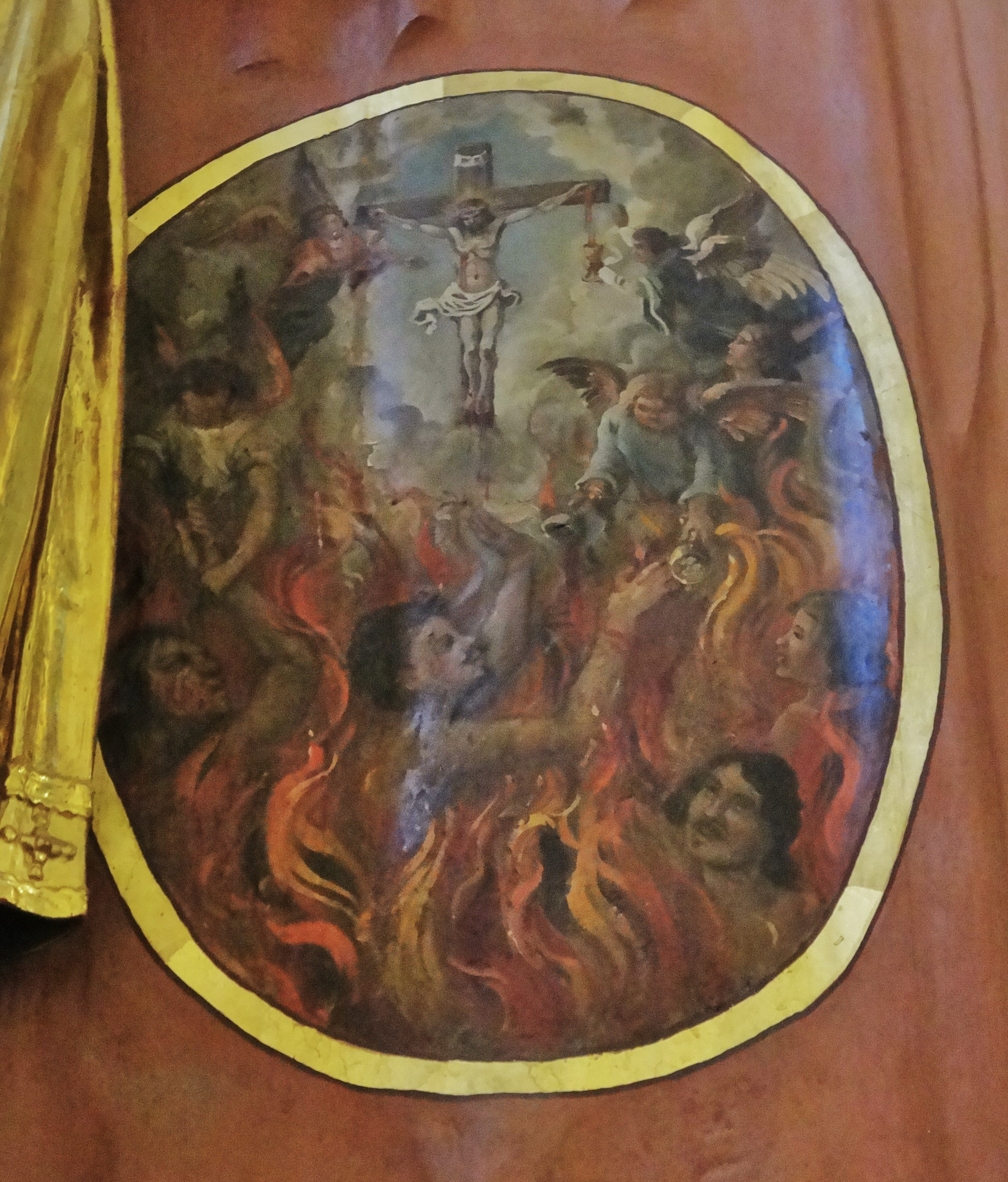
Medaillon im Schutzmantel der Madonna im linken Aufgang

## Krippe
Die Krippe in der Unterkirche des Bürgersaales wurde im Jahr 1947 als Jahreskrippe von dem Maler Theodor Gämmerler (1889–1973) aus Ottobrunn konzipiert. Er erstellte Architekturteile und Kulissen. Bei den geschnitzten und beweglichen Krippenfiguren wurde er durch den Bildhauer Joseph Hien (1925–2017) unterstützt. Wilgefort Gämmerler, Ehefrau von Theodor Gämmerler, fertigte sämtliche Textilarbeiten. Gezeigt werden regelmäßig wechselnde Szenen zu Texten der Bibel und zum Leben von Pater Rupert Mayer.

## Orgel

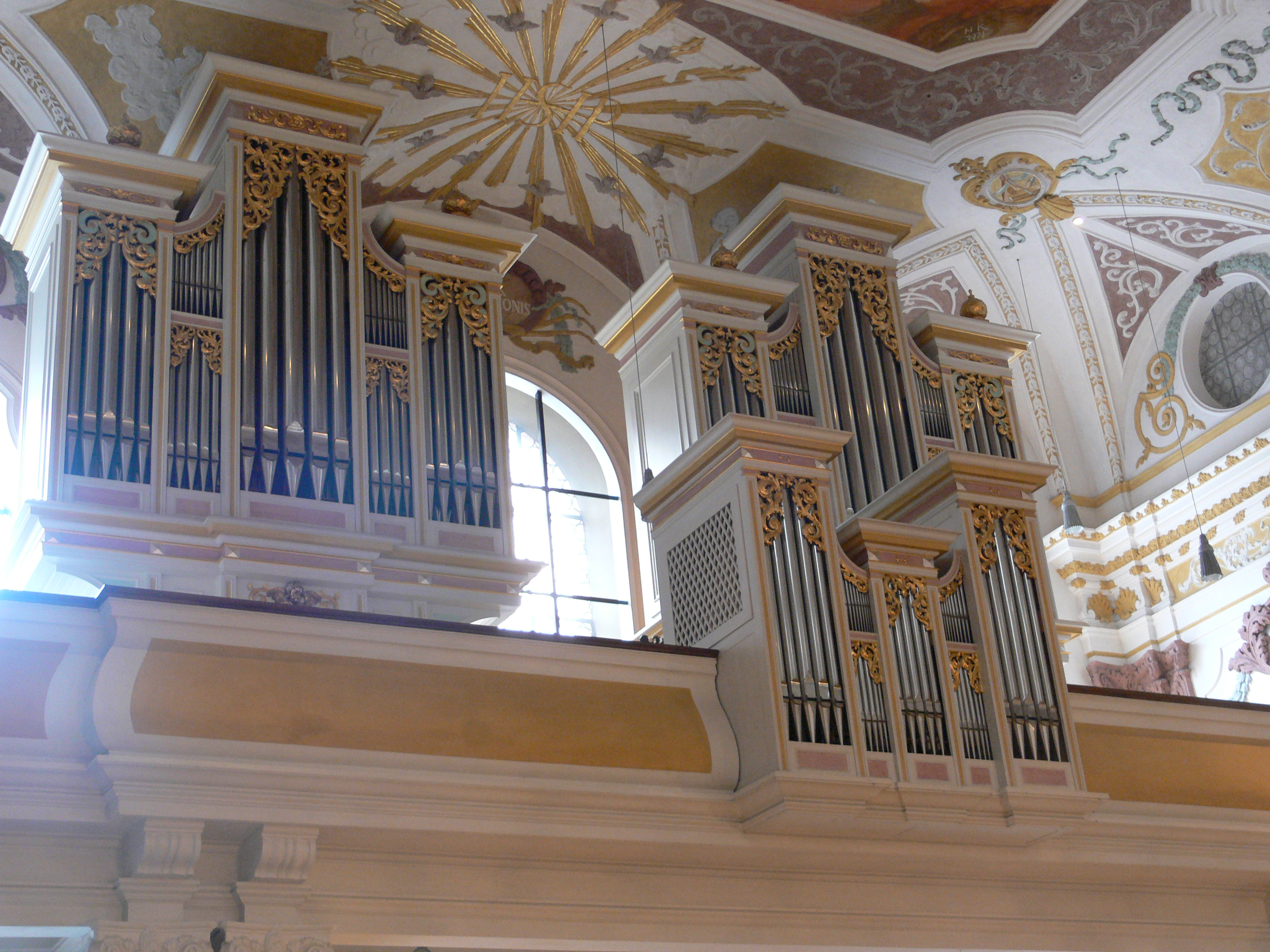
Orgel

Die Orgel der Bürgersaalkirche wurde 1994 von der Orgelbaufirma Vleugels (Hardheim) erbaut und dem seligen Pater Rupert Mayer (Societas Jesu) gewidmet. Das Instrument hat mechanische Spieltrakturen und elektrische Registertrakturen.
| I Hauptwerk C–a3 |                  |        |
| 1.               | Praestant        | 16′    |
| 2.               | Principial       | 8′     |
| 3.               | Tibia            | 8′     |
| 4.               | Gamba            | 8′     |
| 5.               | Octave           | 4′     |
| 6.               | Spitzflöte       | 4′     |
| 7.               | Vox angelica     | 4′     |
| 8.               | Quint            | 2 ⁄3′  |
| 9.               | Superoctave      | 2′     |
| 10.              | Terz             | 1 3⁄5′ |
| 11.              | Larigot          | 1 ⁄3′  |
| 12.              | Cornetmixtur III | 2 ⁄3′  |
| 13.              | Mixtur V         | 1 ⁄3′  |
| 14.              | Fagott           | 16′    |
| 15.              | Trompete         | 8′     |
|                  | Tremulant        |        |

| II Positiv C–a3 |                 |        |
| 16.             | Bordun          | 16′    |
| 17.             | Geigenprincipal | 8′     |
| 18.             | Rohrflöte       | 8′     |
| 19.             | Principal       | 4′     |
| 20.             | Traversflöte    | 4′     |
| 21.             | Quintflöte      | 2 ⁄3′  |
| 22.             | Flautino        | 2′     |
| 23.             | Terzflöte       | 1 3⁄5′ |
| 24.             | Sifflöte        | 1′     |
| 25.             | Cymbal          | 1′     |
| 26.             | Klarinette      | 8′     |
| 27.             | Vox humana      | 8′     |
|                 | Tremulant       |        |

| III Schwellwerk C–a3 |                    |        |
| 28.                  | Gamba              | 16′    |
| 29.                  | Soloflöte          | 8′     |
| 30.                  | Salicional         | 8′     |
| 31.                  | Vox coelestis      | 8′     |
| 32.                  | Viola              | 4′     |
| 33.                  | Querflöte          | 4′     |
| 34.                  | Nasat              | 2 ⁄3′  |
| 35.                  | Piccolo            | 2′     |
| 36.                  | Violine            | 2′     |
| 37.                  | Terz               | 1 3⁄5′ |
| 38.                  | Harmonia aeth. III | 2 ⁄3′  |
| 39.                  | Oboe               | 8′     |
| 40.                  | Clarine            | 4′     |
|                      | Tremulant          |        |

| Pedal C–g1 |                |         |
| 41.        | Principalbaß   | 16′     |
| 42.        | Violonbaß      | 16′     |
| 43.        | Subbaß         | 16′     |
| 44.        | Quintbaß       | 10 2⁄3′ |
| 45.        | Octavbaß       | 8′      |
| 46.        | Flötbaß        | 8′      |
| 47.        | Superoctavbaß  | 4′      |
| 48.        | Hintersatz III | 2 ⁄3′   |
| 49.        | Posaune        | 16′     |
| 50.        | Zinke          | 8′      |

- Koppeln: II/I, III/I, III/II, I/P, II/P, III/P (mechanisch und elektrisch)
- Nebenregister: Cymbelstern, Vogelsang, Glockenspiel (c0 - a3), Spielbar auf dem I. oder II. Manual
- Spielhilfen: 2560fache elektronische Setzeranlage, Sequenzer Crescendowalze mit zwei Kombinationen. Feste Kombinationen: Zungen an, Zungen ab, Tutti